# Дювиньо, Бернд
Бернд Дювиньо́ (нем. Bernd Duvigneau; 3 декабря 1955, Магдебург) — немецкий гребец-байдарочник, выступал за сборную ГДР на всём протяжении 1970-х годов. Чемпион летних Олимпийских игр в Москве, пятикратный чемпион мира, победитель многих регат национального и международного значения.

## Биография
Бернд Дювиньо родился 3 декабря 1955 года в городе Магдебурге. Активно заниматься греблей начал в возрасте одиннадцати лет, проходил подготовку в местном одноимённом спортивном клубе «Магдебург».
Первого серьёзного успеха на взрослом международном уровне добился в 1974 году, когда впервые попал в основной состав национальной сборной ГДР и побывал на чемпионате мира в Мехико, откуда привёз награду золотого достоинства, выигранную в зачёте четырёхместных байдарок на дистанции 1000 метров. Благодаря череде удачных выступлений удостоился права защищать честь страны на летних Олимпийских играх 1976 года в Монреале — в четвёрках завоевал здесь бронзовую медаль на тысяче метрах, пропустив вперёд только экипажи из СССР и Испании.
В 1978 году Дювиньо выступил на чемпионате мира в югославском Белграде и сделал там золотой дубль, стал чемпионом сразу в двух дисциплинах: в четвёрках на пятистах и тысяче метрах. Год спустя на домашнем мировом первенстве в Дуйсбурге повторил прошлогодние достижение, защитил оба своих чемпионских титула, став таким образом пятикратным чемпионом мира.
Будучи одним из лидеров восточногерманской гребной сборной, Бернд Дювиньо прошёл квалификацию на Олимпийские игры 1980 года в Москве — в составе четырёхместного экипажа, куда также вошли гребцы Рюдигер Хельм, Харальд Марг и Бернд Ольбрихт, обогнал на километре всех соперников и получил золото. Вскоре после московской Олимпиады принял решение завершить спортивную карьеру, уступив место в сборной молодым немецким гребцам.
За выдающиеся спортивные достижения дважды награждён орденом «За заслуги перед Отечеством» (1974, 1980). Состоит в Национальной ассоциации каноэ Саксонии-Анхальт, является председателем судейского комитета. Женат, есть двое детей.